# Response media
Response media je hudební nakladatelství, založené Vladimírem Misterkou. Nakladatelství vydalo několik titulů z vlastního hudebního archivu.

## Vydaná alba
- 2000 - Oldřich Janota: Unplugged 1983, záznam konceru z klubu Na Drážce v Pardubicích z roku 1983
- 2000 - Petr Lutka: Budka, nahrávky z roku 1982[1]
- 2004 - Pepa Nos: Navzdory nepohodě, nahrávky z roku 1978[2]